# Liste der Monuments historiques in Jeuxey
Die Liste der Monuments historiques in Jeuxey führt die Monuments historiques in der französischen Gemeinde Jeuxey auf.

## Liste der Objekte
| Bezeichnung                                             | Beschreibung                                             | Standort                       | Kennzeichnung | Schutzstatus | Datum | Bild |
| ------------------------------------------------------- | -------------------------------------------------------- | ------------------------------ | ------------- | ------------ | ----- | ---- |
| Kanzel                                                  | Holz, 18. Jahrhundert                                    | in der Kirche Ste-Menne (Lage) | PM88000477    | Classé       | 1968  |      |
| Orgel                                                   | Haupteintrag für PM88000478                              | in der Kirche Ste-Menne (Lage) | PM88001142    | Classé       | 1984  |      |
| Instrumentalteil der Orgel                              | 1886 von Nicolas Théodore Jaquot gebaut                  | in der Kirche Ste-Menne (Lage) | PM88000478    | Classé       | 1984  |      |
| Sechs Altarleuchter                                     | Kupfer, versilbert, 1768                                 | in der Kirche Ste-Menne (Lage) | PM88000476    | Classé       | 1968  |      |
| Reliquienmonstranz                                      | Silber, 17. Jahrhundert                                  | in der Kirche Ste-Menne (Lage) | PM88001060    | Classé       | 1994  |      |
| Gemälde Die Gottesmutter und ein Soldat schützen Jeuxey | Ölfarbe auf Leinwand, maroufliert, 1921                  | in der Kirche Ste-Menne (Lage) | PM88001532    | Inscrit      | 2008  |      |
| Gemälde Taufe Christi                                   | Ölfarbe auf Leinwand, zweite Hälfte des 18. Jahrhunderts | in der Kirche Ste-Menne (Lage) | PM88001533    | Inscrit      | 2008  |      |